# Misty
Misty Williams (カスミ?, Kasumi) o Misty Waterflower, nel mondo dei Pokémon, è la capopalestra di Celestopoli. È presente nei videogiochi, nell'anime Pokémon e nei manga.
Il nome "Misty" deriva dalla parola inglese mist (nebbia), così come quello giapponese deriva da 霞み kasumi (nebbia). Il nome francese di Misty, Ondine, si riferisce alle ondine. Il nome coreano è 이슬 (Iseul) che vuol dire rugiada. In cinese è 小霞 (Xiǎo Xiá), probabilmente derivato dal giapponese 霞み kasumi. In giapponese Misty è doppiata da Mayumi Iizuka, e in italiano da Alessandra Karpoff (in seguito ridoppiata da Benedetta Ponticelli).

## Nell'anime

### Kanto

Misty in Pokémon 2 - La forza di uno

Nella serie animata Misty lascia la palestra di Celestopoli per accompagnare Ash Ketchum nei suoi viaggi, affidando il compito di prendersi cura della palestra alle sue tre sorelle: Daisy, Lily e Violet. Nelle prime cinque stagioni dell'anime, Misty indossa una canotta corta gialla che le lascia la pancia scoperta, dei pantaloncini dotati di bretelle e delle scarpe bianche e rosse. Nella sua ultima apparizione invece indossa una maglietta rossa a maniche corte con sopra uno scaldacuore giallo con un bottone e pantaloni corti gialli.
Lo scopo di Misty è quello di diventare la più grande allenatrice di Pokémon d'Acqua. Per questo motivo il suo team è composto principalmente da Pokémon di questo tipo. Incontra Ash nel corso del primo episodio dell'anime in cui lui prende in prestito la bicicletta di Misty (rubandola), in seguito distrutta da Pikachu. Il leitmotiv della bici verrà ripetuto più volte nel corso della serie.
Nel corso della serie Ash e Misty trovano spesso il motivo per litigare, ad esempio sulla cattura di Togepi e Totodile. Tuttavia i fan dell'anime ipotizzano la presenza di una relazione amorosa tra i due personaggi, conosciuta con il nome di "PokémonShipping". Uno degli indizi a supporto di questa tesi è il fatto che, nonostante l'intensa rivalità tra i due allenatori, Misty ha varie volte gelosia nei confronti di altri personaggi femminili ogni qualvolta presentano un debole per Ash. Nell'episodio Una fidanzata per Brock (The Heartbreak of Brock), Misty dice apertamente ad Ash che un giorno loro due potrebbero sposarsi, ma il ragazzo apparentemente non capisce il desiderio della ragazza. Nelle stagioni in cui Misty è insieme ad Ash quest'ultimo sembra non prestarle molta attenzione. Tuttavia quando è assente, Ash mostra una certa nostalgia nei confronti di Misty espressa, ad esempio, a Max nel corso di Pokémon: Jirachi Wish Maker.
Misty è un'ammiratrice della Superquattro Prima, allenatrice di Pokémon di Ghiaccio. Ha inoltre paura dei Pokémon di tipo Coleottero e odia le carote e i peperoni.
Nell'anime viene affermato che la Medaglia Cascata è stata ottenuta, oltre che da Ash, anche dagli allenatori Gary, Sakura, Otoshi e Reggie (fratello maggiore di Paul).

### Johto
Quando Ash porta il suo Pokédex a Biancavilla per ottenere quello della regione di Johto, Misty finisce per prendersi Togepi, il Pokémon ottenuto dal ragazzo. La ragazza svolge un ruolo materno nei confronti di Togepi e i due diventando inseparabili negli episodi ambientati nelle Isole Orange e a Johto. Molti fan si sono lamentati di Togepi, poiché da quando è apparsa nell'anime è venuto meno l'atteggiamento impetuoso di Misty.

### Hoenn
Dopo aver recuperato la sua bici, alla fine della Conferenza Argento della lega di Johto, ritorna nella sua palestra e riprende le sue mansioni come capo-palestra quando le sue sorelle la lasciano per una crociera in giro per il mondo. Per questo motivo, non appare nel cast della serie Advanced eccetto in due episodi, Uno strano regno e Due mondi in bilico (320-321); in questi episodi Togepi si evolve in Togetic, e quindi lei lo libera, permettendo a Togetic di difendere il Regno Miraggio. Dopo che Ash partecipa alla lega di Hoenn, torna a Biancavilla e trova Misty che lo attende. Tuttavia, non è l'unica a unirsi ad Ash, insieme a Vera, Max, e Brock si recano alle sfide della Battle Frontier. Misty rimane nel gruppo per due episodi e successivamente fa ritorno nella sua palestra.
Appare inoltre nello spin-off Pokémon Chronicles e, in occasione del decimo anniversario dei Pokémon, nell'episodio speciale The Mastermind of Mirage Pokémon, inedito in Italia.
Misty è stata rimossa dal cast centrale dalla fine della quinta stagione. Molti fan sono rimasti scioccati ed infuriati in seguito alla decisione degli sceneggiatori, poiché Misty era considerata uno dei personaggi più popolari. Nonostante questa popolarità sia diminuita a partire dalla quarta generazione, è rimasta molto amata da parte di alcuni fan. Questi ultimi hanno tentato, senza successo, di farla ritornare nel gruppo dei personaggi principali.

### Sinnoh
Sebbene Misty non appaia negli episodi di Pokémon Diamante e Perla, in Il Ladro di Canne da Pesca (Buizel Your Way out of This!) Ash mostra a Lucinda l'esca raffigurante l'allenatrice, ricevuta nel corso di Addio amarezza (The Unbeatable Lightness of Seeing).

### Ulteriori apparizioni
Nel 2008 il regista Masamitsu Hidaka ha dichiarato, nel corso di un'intervista, che non era certo che Misty potesse tornare come protagonista nel corso di stagioni future, ma non ha escluso la possibilità che il personaggio possa effettuare qualche cameo.
Negli anni 2010 la ragazza è comparsa nei titoli di coda di Il film Pokémon - Scelgo te!. Misty appare nuovamente in Pokémon: Serie Sole e Luna durante una breve visita di Ash nella regione di Kanto. In uno degli episodi, Misty affronta l'allenatore in un incontro tra Pokémon, venendo tuttavia sconfitta dal ragazzo.